# (6266) Letzel
(6266) Letzel (1986 TB3) – planetoida z pasa głównego asteroid okrążająca Słońce w ciągu 3,43 lat w średniej odległości 2,27 j.a. Odkryta 4 października 1986 roku.